# Вулиця Ясна (Тернопіль)
Вулиця Ясна — вулиця в мікрорайоні «Новий світ» міста Тернополя.

## Відомості
Є однією з найкоротших вулиць міста. Розпочинається від вулиці Академіка Володимира Гнатюка, пролягає на захід та закінчується біля будинку №14 вулиці Броварної. На вулиці розташовані приватні будинки (№№ 2-7).